# Tu non mi lascerai/Cartoline
Tu non mi lascerai/Cartoline è l'83° singolo di Mina, pubblicato nell'ottobre 1967 su vinile a 45 giri dall'etichetta Ri-Fi.

## Descrizione
Singolo non ufficiale, pubblicato dalla Ri-Fi quando Mina aveva già ufficializzato la decisione di abbandonare l'etichetta per fondarne una di sua proprietà, la PDU (Platten Durcharbeitung Ultraphone). Inoltre, Cartoline è la seconda e ultima canzone di Mina a essere scritta interamente da Bruno Canfora.
La copertina Archiviato il 2 gennaio 2017 in Internet Archive. dello studio grafico di Mario Moletti è apribile a libretto, nella tasca dell'anta destra sono alloggiati il disco e un inserto di quattro pagine che pubblicizza sia la raccolta 4 anni di successi di prossima pubblicazione (il mese dopo), che conterrà anche entrambi i brani proposti da questo singolo, sia alcuni degli ultimi 45 giri dell'artista.
Arrangiamenti, orchestra e direzione orchestrale: lato A Augusto Martelli, lato B Bruno Canfora.

## Tu non mi lascerai
Cover del successo di Ferruccio Tagliavini dalla colonna sonora del film di Mario Mattoli Voglio vivere così del 1941.

## Cartoline
Canzone presentata la prima volta durante la nona puntata (27 maggio 1967) dello show televisivo Sabato sera. Pubblicata solo in autunno, sarà poi utilizzata in uno dei caroselli per la Barilla.
Il video del brano, tra gli altri registrati a Sabato sera, si trova nel DVD Gli anni Rai 1967 Vol. 6, che fa parte di un cofanetto monografico in 10 volumi pubblicato da Rai Trade e GSU nel 2008.
Nel 1998 è stata inserita nella raccolta su doppio CD Mina Gold.

## Tracce
Edizioni musicali Curci
Lato A
1. Tu non mi lascerai – 2:20 (testo: Leo Chiosso – musica: Giovanni D'Anzi, Michele Galdieri)

Lato B
1. Cartoline – 1:55 (Bruno Canfora)